# Procambarus xilitlae
Procambarus xilitlae är en kräftdjursart som beskrevs av Hobbs och Grubbs 1982. Procambarus xilitlae ingår i släktet Procambarus och familjen Cambaridae. IUCN kategoriserar arten globalt som otillräckligt studerad. Inga underarter finns listade i Catalogue of Life.